# Heinrich Bullinger
Johann Heinrich Bullinger (ur. 18 lipca 1504 w Bremgarten w szwajcarskiej Argowii, zm. 17 września 1575 w Zurychu) – szwajcarski reformator religijny i teolog protestancki. Jego potomkiem był Ethelbert William Bullinger.
Johann Heinrich był nieślubnym synem proboszcza Henricha Bullingera z miasteczka Bremgarten. W młodości uczęszczał do szkoły łacińskiej, a potem studiował w Kolonii. Wówczas porzucił katolicyzm. Od 1523 prowadził zajęcia w klasztorze cystersów w Kappel am Albis, a jego wykłady cieszyły się dużym powodzeniem. Jednym z jego uczniów był Johann Jakob Wick.
W 1528 uczestniczył z Ulrichem Zwingli w dyspucie religijnej w Bernie. W tym samym roku wprowadzał reformację w kantonie Argowia. Po stronie reformacji opowiedział się także jego macierzysty klasztor Kappel. Dodatkowo na protestantyzm przeszedł również jego ojciec, legalizując swój związek; ale odebrano mu wówczas parafię. Krótko potem do Bremgarten przybył Johann Heinrich, obejmując funkcję duszpasterza i opiekując się ojcem. Założył też rodzinę, żeniąc się z Anną Aldischweiler (byłą zakonnicą). Podobno tworzyli bardzo udany związek i doczekali się jedenaściorga dzieci. Wszyscy synowie zostali pastorami. Żona i trzy córki zmarły w Zurychu, podczas epidemii dżumy w 1565. Rodziną opiekował się znany lekarz Konrad Gesner.
Po wojnie kantonów protestanckich z katolickimi i pokoju w Kappel w 1531, Johann Heinrich musiał opuścić Bremgarten. Udał się do Zurychu, gdzie został obrany następcą Ulricha Zwingliego. Zasłużył się dla miasta, reformując zarząd miasta i szkolnictwo.

W 1536 przedstawił wraz z innymi teologami szwajcarskimi (Oswaldem Myconiusem i Leonem Judą) pierwszą konfesję wiary ewangelików reformowanych. Została przyjęta w Zurychu, Bernie, Bazylei, Schaffhausen, St. Gallen i Biel/Bienne. W 1549 opracował z Kalwinem wspólne stanowisko w sprawach teologicznych („Consensus Tigurinus”), co zmniejszyło spory między ewangelikami reformowanymi a kalwinistami. Kolejne ułożone przez niego w 1566 wyznanie wiary (Cofessio helvetica posterior) zostało uznane za podstawę wiary przez ewangelików reformowanych w Holandii, Francji (1571), Polsce (1578), Szkocji i Szwajcarii (1566), Węgrzech (1567), a później w większości innych krajów. Przyjęcie wyznania wiary w ujęciu Bullingera zwano helweckimi konfesjami. Johann Heinrich pisał komentarze do Biblii, dzieła polemiczne przeciwko anabaptystom i kazania. Opracował dzieje reformacji. Pozostawił po sobie imponujący zbiór ok. 12 tys. listów wysyłanych i otrzymywanych od znaczących postaci swojej epoki, w tym panujących (królowie Anglii – Henryk VIII i Elżbieta I i król Francji Franciszek II); w tym ok. 300 listów z Kalwinem. Głównym jego dziełem pozostają „Dekaden”, zwane także „Hausbuch”. Są zbiorem kazań, objaśniających wszystkie najważniejsze problemy teologii protestanckiej. Przełożone na wiele języków, stały się bardzo popularne wśród protestantów.
Dzięki jego działalności reformatorskiej Zurych cieszył się opinią miasta przyjaznego dla protestantów, uciekających przed prześladowaniami z innych krajów. Wielu przybyło z Anglii, dokąd wrócili po śmierci królowej Marii Tudor, zw. „Krwawą”. Rozpowszechnili koncepcje Bullingera w całej Europie.